# Adonisea ciliata
Adonisea ciliata är en fjärilsart som beskrevs av Smith 1900. Adonisea ciliata ingår i släktet Adonisea och familjen nattflyn. Inga underarter finns listade i Catalogue of Life.